# Parkers Prairie
Parkers Prairie is een plaats (city) in de Amerikaanse staat Minnesota, en valt bestuurlijk gezien onder Otter Tail County.

## Demografie
Bij de volkstelling in 2000 werd het aantal inwoners vastgesteld op 991.
In 2006 is het aantal inwoners door het United States Census Bureau geschat op 1016, een stijging van 25 (2,5%).

## Geografie
Volgens het United States Census Bureau beslaat de plaats een oppervlakte van
3,0 km², geheel bestaande uit land. Parkers Prairie ligt op ongeveer 447 m boven zeeniveau.

## Plaatsen in de nabije omgeving
De onderstaande figuur toont nabijgelegen plaatsen in een straal van 24 km rond Parkers Prairie.

## Geboren
- Karen Nyberg (1969), astronaute